# Con il cuore
Con il cuore è un brano musicale del cantante italiano Massimo Di Cataldo, pubblicato nel 1996 come secondo singolo estratto dall'album Anime.
La canzone - che ebbe grande successo nell'estate di quell'anno, partecipando al Festivalbar ed arrivando a vincere Un disco per l'estate - è la cover del brano Precious Moments dei Climie Fisher, inciso nel 1987. Venne poi pubblicata anche in lingua spagnola.
Il video del brano è stato girato a Milano sotto la direzione di Riccardo Struchil.

## Tracce
1. Con il cuore (Precious Moments) (R'n'B Version) – 4:38
2. Con il cuore (Precious Moments) (Karma Version) – 5:07
3. Con il cuore (Precious Moments) (Radio Edit) – 4:00